# Голышкино (городской округ Клин)
Голышкино — деревня в Клинском районе Московской области, в составе Городского поселения Высоковск. Население — 21 чел. (2010). До 2006 года Голышкино входило в состав Шипулинского сельского округа.
Деревня расположена в центральной части района, в 2,5 км к северо-западу от окраины города Высоковск, на одном из истоков реки Ямуга, высота центра над уровнем моря 201 м. Ближайшие населённые пункты — примыкающее на северо-западе Колосово, Ловцово на северо-востоке и Горки на юго-востоке.

## Население
| 2002 | 2006 | 2010 |
| ---- | ---- | ---- |
| 26   | →26  | ↘21  |